# S-cambio
S-cambio è il terzo album dei B-nario.

## Tracce
1. Passeggiando col mio cane – 3:41
2. Splendida così (splendida giornata) – 3:34
3. Dal bianco al nero (Tutti i colori) – 3:25
4. Sono fatte così – 4:31
5. La mia compagnia – 5:26
6. Leggere attentamente le avvertenze – 3:17
7. Lady – 4:13
8. Quando sarò grande – 4:17
9. Oeppidei – 4:11
10. Il nostro viaggio – 4:35

- Dopo 1 minuto e mezzo di silenzio dal termine del brano Il nostro viaggio (4:35 - 6:05), è presente una ghost track senza titolo (6:05 - 8:50), nella quale i B-nario stanno facendo i provini di alcune loro canzoni (e sbagliano).